# 打狗異鱗鱵
打狗異鱗鱵（學名：Zenarchopterus takaoensis），是鱵科異鱗鱵屬的魚類，目前僅知分布於台灣西南部。
1907年時該魚曾在福爾摩沙島打狗（今台灣高雄市）被捕獲並做成標本，但直至2023年時才經DNA分析紀錄為新種。其學名即以打狗命名。